# Arnold Short
Arnold Lee Short (nacido en Weatherford, Oklahoma el 3 de octubre de 1932 y fallecido el 26 de septiembre de 2014 en Oklahoma City) fue un jugador de baloncesto estadounidense que desarrolló su carrera deportiva en la Amateur Athletic Union, entre 1954 y 1959. Con 1,91 metros de estatura, lo hacía en la posición de base.

## Trayectoria deportiva

### Universidad
Jugó durante tres temporadas con los Stars de la Universidad de Oklahoma City, en las que promedió 20,4 puntos por partido. Se convirtió en el primer All-American de la historia de su universidad, tras promediar 27,8 puntos en su última temporada, la cuarta mejor marca ese año en la NCAA. Además del baloncesto, jugó también al béisbol y al tenis mientras cursó sus estudios universitarios.

### Profesional
Fue elegido en la decimotercera posición del Draft de la NBA de 1954 por Fort Wayne Pistons, pero nunca llegó a jugar en la NBA, haciéndolo en los Phillips 66ers de la AAU. Allí fue elegido All-American en 1955, año en el que ganaron el campeonato, y fue dos veces incluido en el quinteto inicial del All-Star. Fue elegido para disputar con la selección de Estados Unidos los Juegos Olímpicos de Melbourne 1956, pero una lesión poco antes de viajar a Australia le apartó del equipo final.
Tras dejar las canchas, fue entrenador asistente del equipo de baloncesto de su alma mater, y entrenador de tenis.